# Nghi Phương Công chúa
Nghi Phương công chúa (chữ Hán: 宜芳公主; ? - 745), họ Dương (杨氏), là một hòa thân công chúa nhà Đường, được gả làm vợ cho Hề vương Lý Diên Sủng. Sau đó, Hề vương quyết tâm phản Đường, công chúa bị Hề vương sát hại.

## Tiểu sử
Rất ít thông tin về Nghi Phương công chúa Dương thị, không rõ bà sinh năm nào, chỉ được biết bà vốn là con gái của Trường Ninh công chúa (長寧公主), con gái Đường Trung Tông Lý Hiển. Cha bà là Phò mã đô úy Dương Thận Giao (杨慎交). Do đó, công chúa là cháu ngoại của Đường Trung Tông.
Vào khoảng thời Bắc Ngụy, tộc người Hề phía Đông Bắc đã trở nên lớn mạnh. Sang nhà Đường, thủ lĩnh tộc Hề quy phụ, Đường Thái Tông Lý Thế Dân nhân đó chia 5 bộ của người Hề làm 5 châu, chung quy thành Nhiêu Nhạc Đô đốc phủ (饶乐都督府; nay thuộc khu vực Ninh Thành, Xích Phong của Nội Mông). Đến đời đầu Đường Huyền Tông Lý Long Cơ, nhà Đường phải tìm biện pháp hòa thân - gả công chúa cho thủ lĩnh tộc Hề để thông qua hôn nhân mà ràng buộc tộc này, do đó các cháu gái bên ngoại họ Lý đều phong công chúa mà gả cho thủ lĩnh tộc Hề.
Năm Thiên Bảo thứ 4 (745), tháng 3 (âm lịch), Đường Huyền Tông tiếp tục đem Dương thị phong thành công chúa, rồi cử hành nghi lễ hạ giá lấy Hề vương Lý Diên Sủng (李延宠). Lý Diên Sủng là con trai thủ lĩnh Lý Thi Tỏa Cao (李诗琐高), sau khi cha mất thì tự xưng Nhiêu Nhạc Đô đốc, cùng Khiết Đan phản Đường, nhưng sau khi Đại tướng Trương Thủ Khuê đánh bại thì Diên Sủng quy phục lại nhà Đường, vẫn được Huyền Tông tha bổng, phong làm Hoài Tín vương (怀信王) và quyết định gả Nghi Phương cho.
Rất nhanh sau đó, khoảng 6 tháng sau, tức tháng 9 (âm lịch) cùng năm, lấy cớ vì Thứ sử An Lộc Sơn thường đem quân đánh phá nước Hề và Khiết Đan, Lý Diên Sủng cùng Khiết Đan vương là Lý Hoài Tú cùng phản Đường, đem quân đánh trả. Do đó, Lý Diên Sủng đã giết Nghi Phương công chúa để tế cờ, đồng thời Lý Hoài Tú cũng giết chết Tĩnh Lạc công chúa. Lý Diên Sủng bị bại trận nhanh chóng, nhà Đường lập tức dựng Sa Cố (娑固) lên, phong làm Chiêu Tín vương để trị vì tộc người Hề, Nghi Phương công chúa chết hoàn toàn vì sai lầm chính trị.
Có một bài thơ trong Toàn Đường Thư (全唐詩), tên gọi Hư Trì dịch đề bình phong (虛池驛題屏風) là do Nghi Phương công chúa viết, nội dung:
| 虛池驛題屏風 ... 出嫁辭鄉國， 由來此別難。 聖恩愁遠道， 行路泣相看。 沙塞容顏盡， 邊隅粉黛殘。 妾心何所斷， 他日望長安。 | Hư Trì dịch đề bình phong ... Xuất giá từ hương quốc, Do lai thử biệt nan. Thánh ân sầu viễn đạo, Hành lộ khấp tương khan. Sa tái dung nhan tận, Biên ngung phấn đại tàn. Thiếp tâm hà sở đoạn, Tha nhật vọng Trường An. | Trạm Hư Trì đề thơ ở bình phong ... Xuất giá rời quê cũ, Biệt này khó ngút ngàn. Đường xa ơn chúa xót, Ven lộ lệ thương tràn. Ải cát dung nhan tận, Biên cương phấn mực tàn. Lòng ta sao đứt đoạn, Ngày mãi ngóng Trường An. |